# Vnitrostátní let

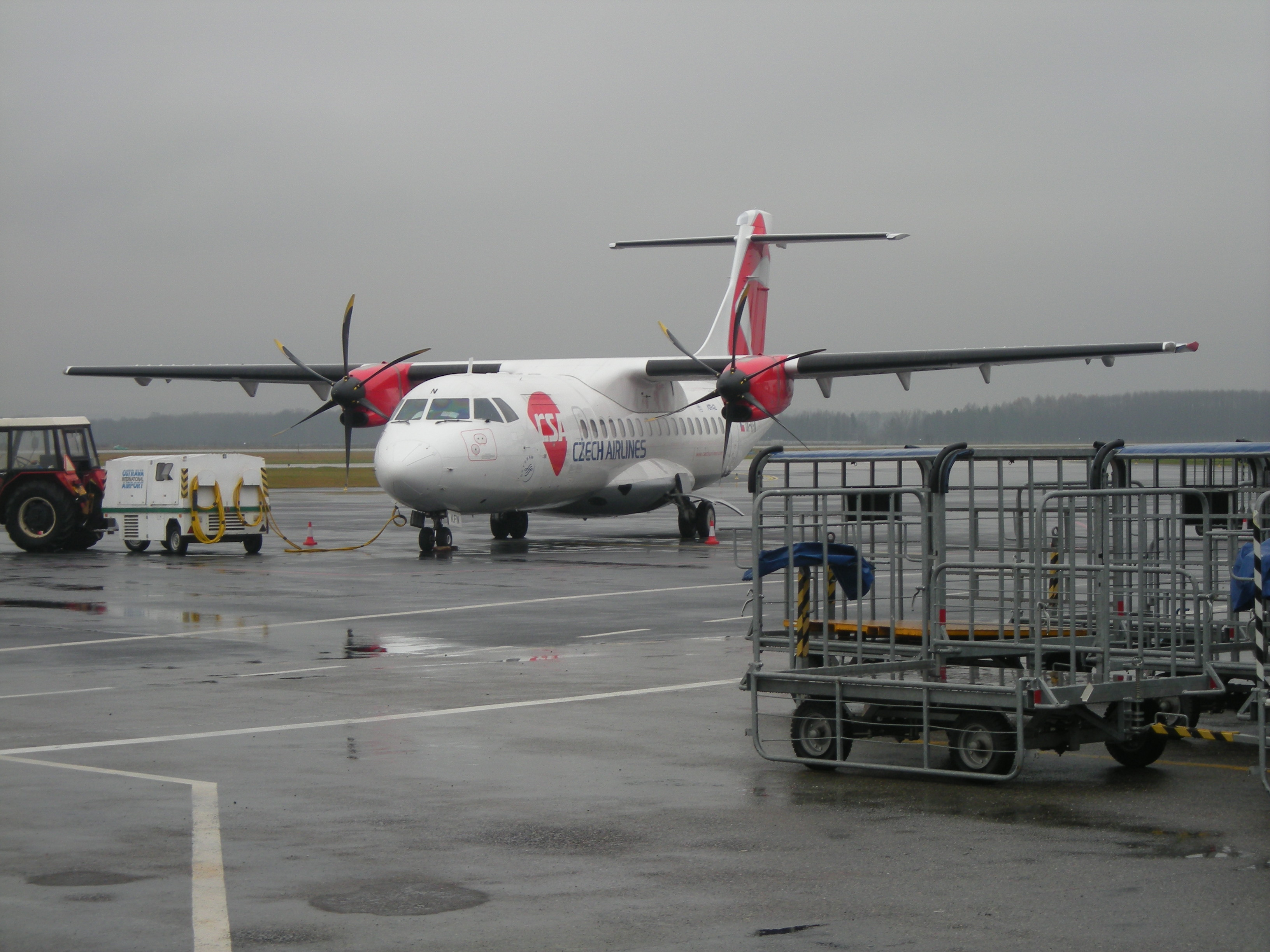
Letadlo ATR 42 společnosti ČSA v Ostravě, přiletělo z vnitrostátního letu Praha – Ostrava, 2010

Vnitrostátní či domácí let je forma komerčního letu v civilním letectví, kdy letadlo odlétne a přistane ve stejné zemi. Vnitrostátní lety mohou být přijímány vnitrostátními i mezinárodními letišti.
V Česku v současnosti (2023) vnitrostátní lety nefungují. Do roku 2019 létala linka Českých aerolinií z Prahy do Ostravy. Byla létána menšími turbovrtulovými letadly ATR 42 či 72. Dříve existovalo i letecké spojení mezi Brnem a Prahou či Kunovicemi a Prahou.